# Scordonia fausta
Scordonia fausta là một loài bướm đêm trong họ Geometridae.